# Escalier de la Trinité-des-Monts
L'escalier de la Trinité-des-Monts (italien : Scalinata di Trinità dei Monti) est un célèbre ensemble architectural de marches à Rome, Italie, situé sur une pente raide qui monte de la Piazza di Spagna à l'église de la Trinité-des-Monts.
L'escalier monumental de 174 marches a été construit en 1723–1725 avec les fonds légués par le diplomate français Étienne Gueffier de 20 000 scudi. Il relie l'église de la Trinité-des-Monts, qui était alors sous le patronage des rois Bourbons de France, à la Piazza di Spagna en contrebas, où se situe le Palazzo Monaldeschi, abritant l'ambassade d'Espagne — royaume également Bourbon — près le Saint-Siège. L'escalier est conçu par les architectes Francesco De Sanctis et Alessandro Specchi.

## Histoire

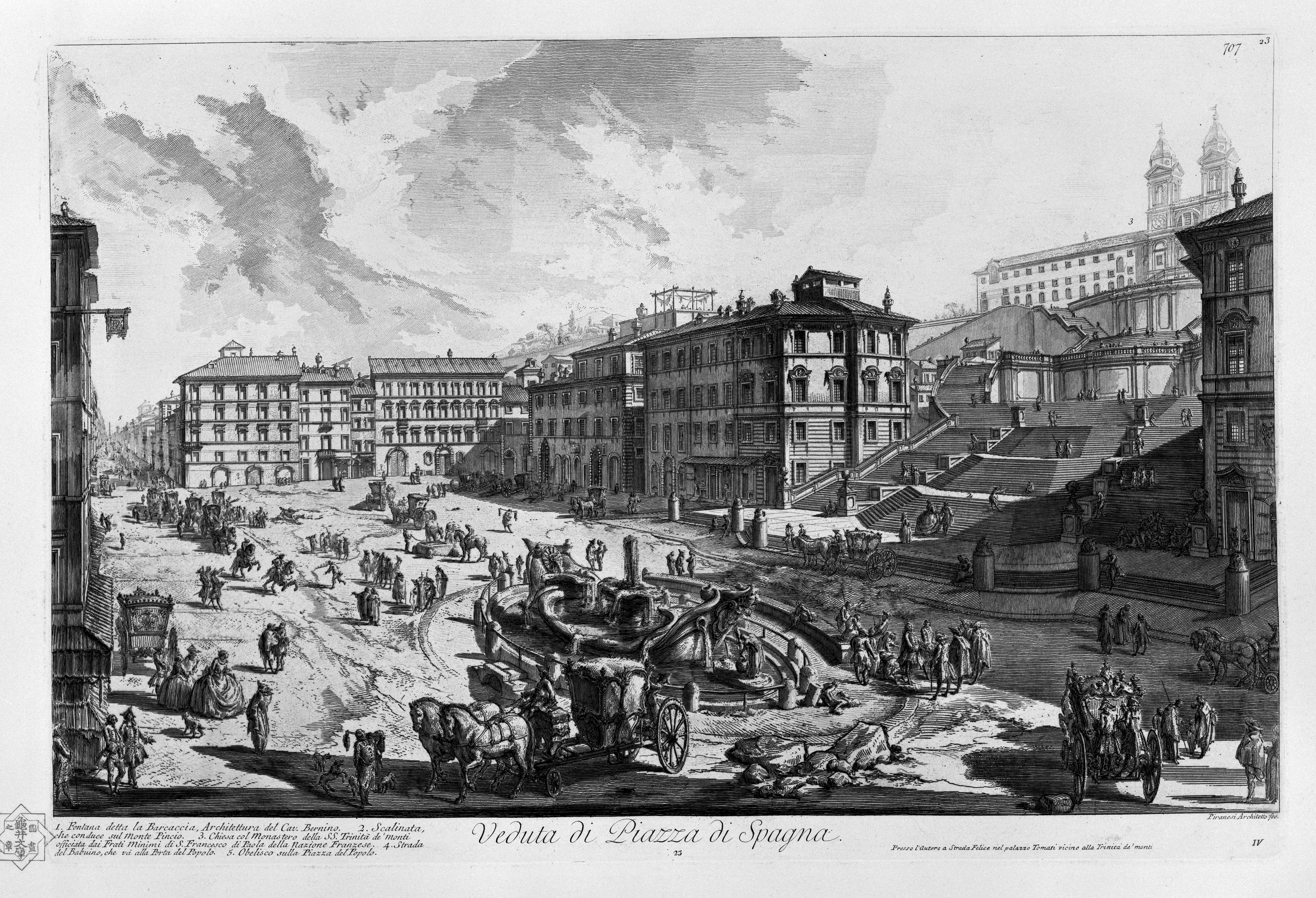
Vue du sud de la place d'Espagne sur une eau-forte du par Giovanni Battista Piranesi. La rue à gauche est la Via del Babuino qui mène à la Piazza del Popolo de Rome.

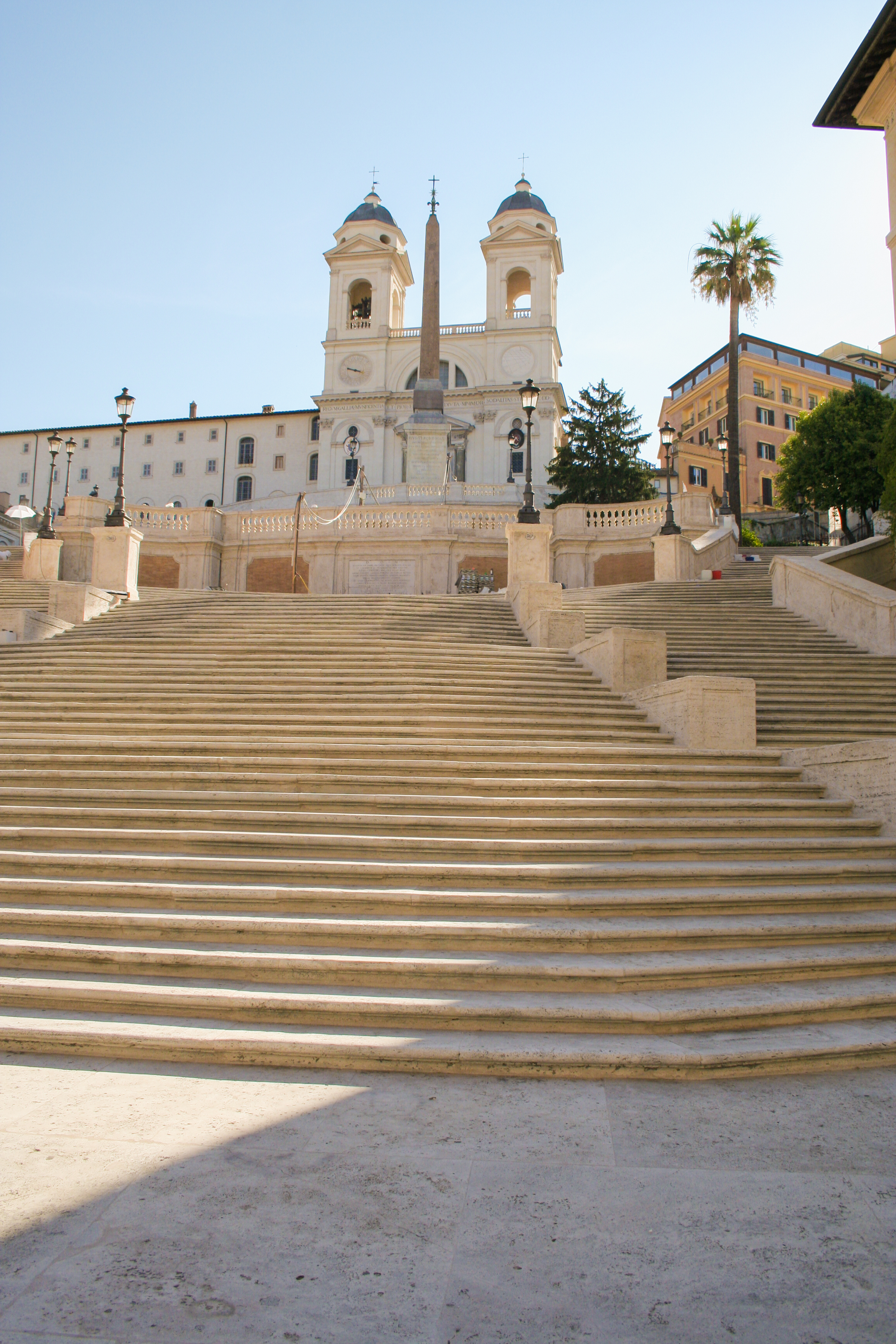
Escalier de la Trinité-des-Monts

### La genèse
De longues années de débats houleux sur la manière dont la côte au pied de l’église du Pincio devrait être aménagée ont précédé l’exécution finale. Des dessins d'archives des années 1580 montrent que Grégoire XIII était intéressé par la construction d'un escalier menant à la façade récemment achevée de l'église française. Une vue de Van Viteli de la pente boisée de 1683, avant la construction de la Scalinata, conservée à la Galleria Nazionale de Rome.
Jules Mazarin, formé à Rome, s'intéressait personnellement au projet stipulé dans le testament de Gueffier et le confiait à son agent à Rome, dont le plan incluait un monument équestre de Louis XIV, une intrusion audacieuse qui créait un tollé dans la Rome papale.
Mazarin est mort en 1661, le pape en 1667, et le testament de Gueffier a été contesté avec succès par un neveu qui en a réclamé la moitié ; le projet reste donc en sommeil jusqu'à ce que Clément XI Albani porte un nouvel intérêt pour celui-ci.

### La construction
À la suite d'un concours en 1717, les escaliers sont conçus par un quasi-inconnu Francesco De Sanctis. Peu de choses sont connues de cet architecte, qui a été favorisé par les français. La mise en œuvre de l'escalier a été voulue par le chargé des affaires du roi Louis XV à Rome, Pierre Guérin de Tencin. Un dessin de De Sanctis gravé par Girolamo Rossi (en) en 1726 contient une longue dédicace à Louis XV, bien qu'on ait longtemps pensé que Alessandro Specchi avait produit le projet gagnant.
Les symboles de la fleur de lys des Bourbons et l'Aigle et la couronne de Innocent XIII font l'objet d'un savant équilibre entre les détails des sculptures.

### L'inauguration
En 1725, le Cardinal Melchior de Polignac, chargé d'affaires de la France auprès du Saint-Siège, inaugure ce nouvel escal monumental de la ville de Rome.

### Les restaurations
Peu d'années après leur construction, les escaliers sont déjà dans un piètre état comme le constatent Joseph Jérôme Lefrançois de Lalande et Charles de Brosses. Ils ont fait l'objet de plusieurs restaurations dont notamment en 1995. La dernière restauration a eu lieu entre octobre 2015 et septembre 2016 par la prestigieuse maison de mode italienne  Bulgari, dont le siège historique se trouve dans la rue débouchant des escaliers.

## Lieux remarquables

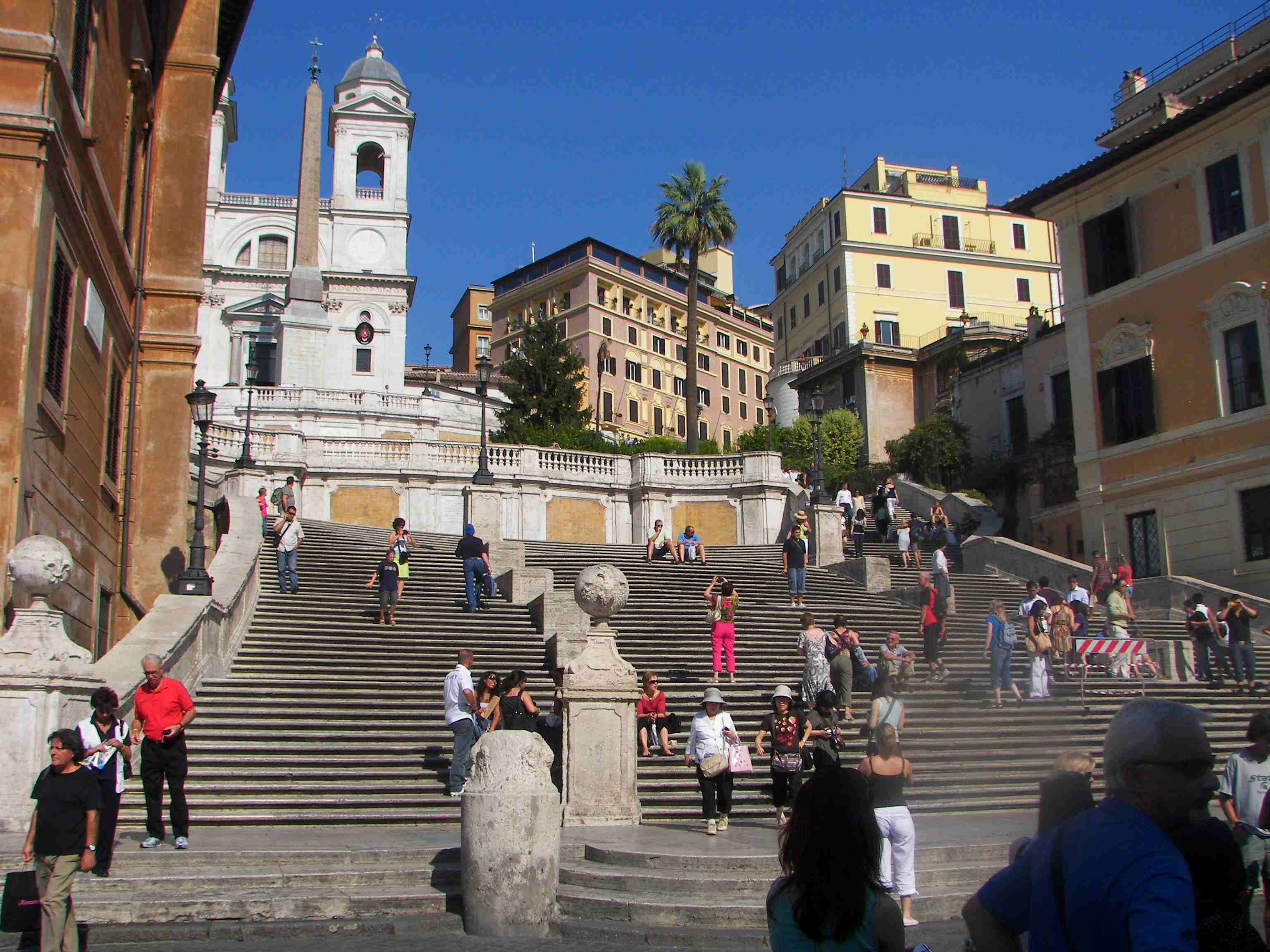
À droite, l'appartement où vécut John Keats devenu Keats-Shelley House.

Au pied de l'escalier la Place d'Espagne se trouve la Fontaine Barcaccia construite en 1627–1629. Elle serait l'œuvre de Pietro Bernini, le père du grand sculpteur et architecte Gian Lorenzo Bernini, dont on pense qu'il aurait contribué à sa décoration.
À partir de la place d'Espagne, on trouve sur la droite de l'escalier la maison où le poète britannique John Keats a vécu ses derniers jours en 1821. À cet endroit se trouve désormais le musée Keats-Shelley House qui célèbre les deux poètes romantiques.
Sur la gauche de l'escalier, un salon de thé anglais traditionnel Babington's tea room est implanté depuis 1893.
Sur la droite, se trouve le palais du XVe siècle du cardinal Lorenzo Cibo de' Mari. Ce bâtiment s'appelle désormais Ferrari di Valbona, depuis sa modification en 1936 par Marcello Piacentini, l'architecte de la ville pendant la période fasciste.
Au sommet de l'escalier, on peut rejoindre la Villa Médicis.